# Исидор (Георгиадис)
Митрополи́т Иси́дор (греч. Μητροπολίτης Ισίδωρος, в миру Иоа́ннис Георгиа́дис, греч. Ιωάννης Γεωργιάδης; 1881, Питиус, Хиос — 28 апреля 1938, Булавайо) — епископ Александрийской православной церкви, митрополит Йоханнесбургский.

## Биография
14 сентября 1903 года Патриархом Иерусалимский Дамианом был рукоположён в сан диакона.
В 1909 году окончил Богословскую школу Святого Креста в Иерусалиме.
4 декабря 1914 года митрополитом Птолемаидским Келадионом был рукоположён в сан пресвитера.
До 1920 года служил в Иерусалимской православной церкви, затем перешёл в Александрийский Патриархат.
Был избран правящим архиереем новоучреждённой Йоханнесбьургской митрпоолии, которая охватывала африканские страны, расположенные от Экваториальной Африки до мыса Доброй Надежды.
1 апреля 1928 годы был хиротонисан во епископ Йоханнесбургского с возведением в митрополита. Хиротонию совершили Патриарх Александрийский Мелетий II, митрополит Леонтопольский Христофор (Данилиидис), митрополит Пилусийский Полиевкт (Кириакидис), митрополит Кавальский Хризостом (Константинопольский Патриархат), митрополит Птолемаидский Келадион (Иерусалимский Птариархат), митрополит Птолемидский Парфений (Даниилидис), митрополит Ермопольский Николай (Евангелидис) и митрополит Аксумский Николай (Абдалла).
Несмотря на сложность передвижения и обширность вверенной ему области, предпринял посещение паствы даже в отдалённых уголках Южной, Центральной и Восточной Африки. Так, в течение 1929—1930 годов, кроме Южно-Африканского Союза, посетил Мозамбик, Танганьику, Мадагаскар, Родезию и Бельгийское Конго.
Скончался 28 апреля 1938 года в Булавайо.